# 田宮俊作
田宮 俊作（たみや しゅんさく、1934年〈昭和9年〉12月19日 - 2025年〈令和7年〉7月18日）は、日本の実業家。株式会社タミヤ代表取締役会長兼社長を務めた。ミニ四駆などのヒット商品を生み出した。

## 人物
静岡県静岡市生まれ。静岡県立静岡高等学校を経て、1958年に早稲田大学法学部を卒業後、父・田宮義雄が経営する田宮商事合資会社に入社。
入社後は、木製模型の企画や設計に携わるが、欧米からのプラスチックモデルの流入といった危機が迫るなか、木製からプラスチックを素材とした模型製造への大転換を果たした。1968年には世界中の玩具メーカーが集まるニュルンベルク国際玩具見本市に初出展し、以来51年連続出展を続けている。また、早期にカスタマーサービス部門を設立し、模型の品質管理とタミヤブランドの向上に努めてきた。また、小松崎茂、上田毅八郎、髙荷義之といった時代を代表するイラストレーターを起用し、プラモデルの顔となる箱絵をパッケージ装飾という役割を超えて発展させ、ボックスアートと呼ばれる絵画様式を成立させた。1994年より静岡模型教材協同組合理事長に就任。毎年5月には静岡ホビーショーを開催し、地元経済の活性化にも寄与している。
2005年にはデザイン・エクセレント・カンパニー賞を受賞。2008年には娘婿の田宮昌行にタミヤ代表取締役社長を譲りタミヤ代表取締役会長に就任するも、2017年5月1日の昌行社長死去に伴い同年8月より社長を兼務。2018年には第21回文化庁メディア芸術祭にて功労賞を受賞。2024年6月末をもってタミヤ社長を退任し、代表取締役会長に専任する。
2025年7月18日死去。90歳没。

## 経歴
- 1958年3月 早稲田大学法学部卒業
- 1958年4月 田宮商事合資会社入社
- 1977年5月（株）田宮模型代表取締役社長就任
- 1984年3月（株）タミヤ代表取締役社長就任
- 1995年6月（財）タミヤ奨学会理事長就任
- 2008年6月（株）タミヤ代表取締役会長就任
- 2017年8月（株）タミヤ代表取締役会長 兼 代表取締役社長就任
- 2024年6月（株）タミヤ社長退任

出典：

## 主な著書
- 田宮模型の仕事: 木製モデルからミニ四駆まで（文庫版では副題削除） 1997年7月→2000年5月　文春ネスコ→文春文庫　ISBN　9784167257033
- 田宮模型をつくった人々 → 伝説のプラモ屋: 田宮模型をつくった人々（文庫化にあたり改題） 2004年9月→2007年5月　文藝春秋→文春文庫　ISBN　9784167257040

## 家族
- 父：田宮義雄　田宮商事創業者
- 弟：田宮督夫(1937〜)　元タミヤ宣伝部デザイン室顧問
- 娘の夫：田宮昌行(〜2017)　元タミヤ代表取締役社長
- 孫の夫[6]：田宮信央　タミヤ代表取締役社長